# Zdenko Kožul
Zdenko Kožul, hrvaški šahist, * 21. maj 1966, Bihać, SFRJ.
Ima naslov velemojstra. Leta 2006 je bil evropski prvak v šahu.